# Borki Wielkie (powiat oleski)
Borki Wielkie (niem. Gross Borek, 1936-1945 Brückenort) – wieś w Polsce położona na Górnym Śląsku, w województwie opolskim, w powiecie oleskim, w gminie Olesno.
W latach 1954–1972 wieś należała i była siedzibą władz gromady Borki Wielkie. W latach 1973–1976 miejscowość była siedzibą gminy Borki Wielkie. 
W latach 1975–1998 miejscowość administracyjnie należała do województwa częstochowskiego.

## Nazwa
W alfabetycznym spisie miejscowości na terenie Śląska wydanym w 1830 roku we Wrocławiu przez Johanna Knie miejscowość występuje pod polską nazwą Wielkie Borki oraz nazwą zgermanizowaną Borek Gross. Topograficzny słownik Prus z 1835 roku notuje wieś pod polską nazwą Borki Wielkie, a także niemiecką Borek Gross.
Ze względu na polskie pochodzenie w okresie reżimu hitlerowskiego w latach 1936-1945 administracja III Rzeszy zmieniła nazwę na nową, całkowicie niemiecką - Brückenort. Obecna nazwa została administracyjnie zatwierdzona 12 listopada 1946.

## Zabytki

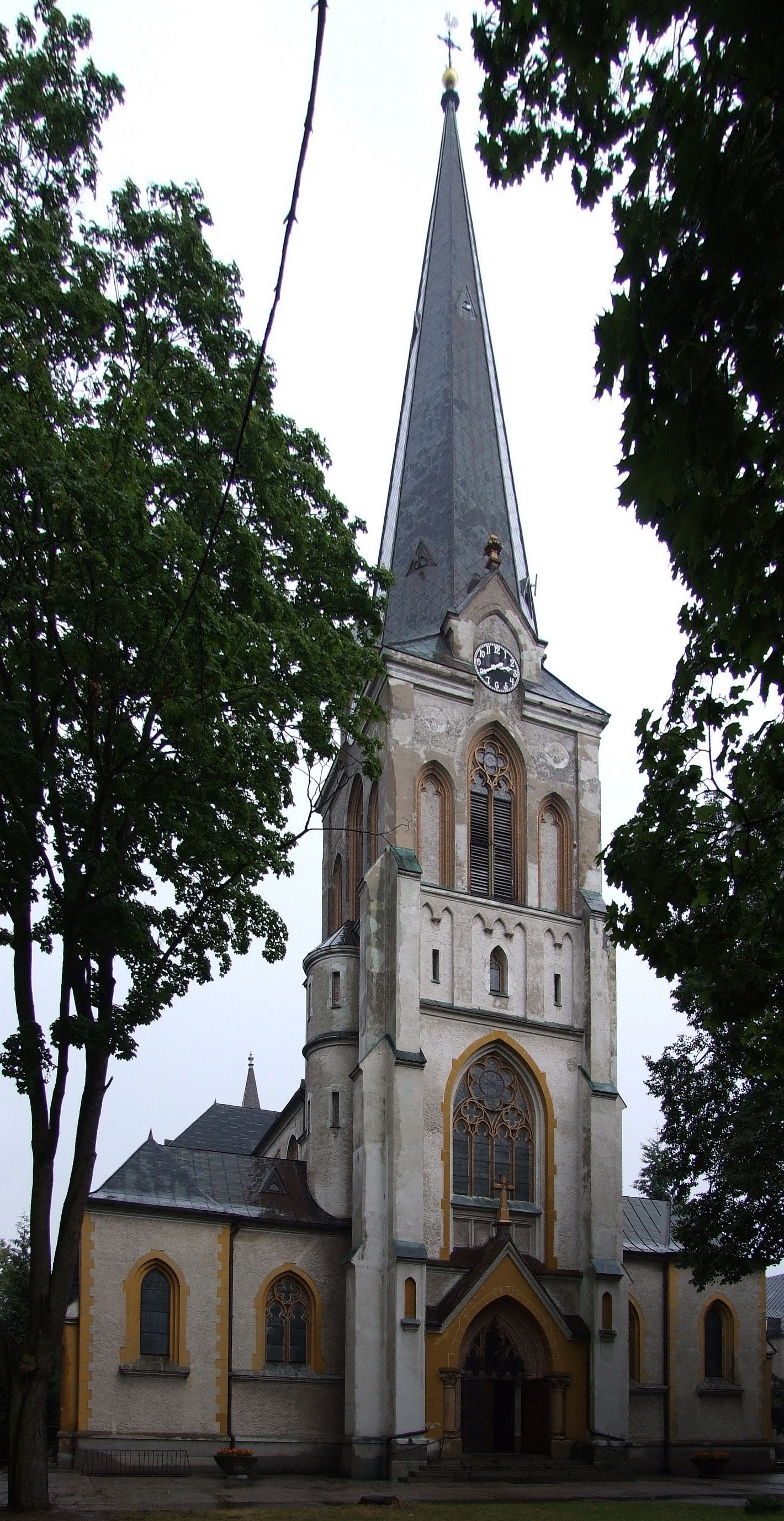
Kościół pw. św. Franciszka

Do wojewódzkiego rejestru zabytków wpisany jest:
- kościół cmentarny pw. śś. Marcina i Bartłomieja, drewniany, z 1697 r., pełniący obecnie rolę świątyni cmentarnej

inne obiekty:
- kościół pw. św. Franciszka
- klasztor oo. Franciszkanów.